# Franz Ferdinand Wolf
Franz Ferdinand Wolf (* 15. April 1947 in Wien) ist ein österreichischer Politiker (ÖVP) und Journalist. Er war von 2005 bis 2010 Abgeordneter zum Wiener Landtag und Mitglied des Wiener Gemeinderats.

## Leben
Franz Ferdinand Wolf absolvierte seine Schulbildung und die Matura in Wien und studierte im Anschluss Rechtswissenschaften, Politikwissenschaften und Soziologie an der Universität Wien. Während seines Studiums war Wolf freier Mitarbeiter der Wochenzeitung Die Furche, 1971 promovierte er zum Dr. iur. Er absolvierte danach sein Gerichtsjahr und arbeitete 1973 als innenpolitischer Redakteur der Wochenpresse. Zwischen 1976 und 1980 war er dort Chefredakteur und wechselte 1980 als Chef der Öffentlichkeitsarbeit und Pressesprecher zum ORF. Im Anschluss war er Mitglied der Chefredaktion von profil, dem er 1987 und 1988 auch als Herausgeber vorstand. Nach seiner Tätigkeit bei profil leitete Wolf zwischen 1988 und 1993 die Tageszeitung Kurier als Chefredakteur, bevor er von 1993 bis 2000 am Aufbau von Privatradios und TV-Fensterprogrammen wie Telekurier, Radio Rpn und Sat.1 Österreich beteiligt war. 
Danach war Wolf als Berater für Privatrundfunkunternehmen tätig und arbeitete journalistisch für in- und ausländische Fachpublikationen zu medienpolitischen Themen. Zudem war er Moderator und Präsentator von ORF-Radio- und Fernsehsendungen wie Club 2, Im Gespräch, Zur Person und Offen gesagt. Daneben war er als Sachbuchautor tätig und unterrichtete an der Donau-Universität Krems, dem Kuratorium für Journalistenausbildung und der Fachhochschule für Journalismus Wien.
Franz Ferdinand Wolf trat im Jahr 2005 als Kandidat der ÖVP bei der Wiener Landtagswahl an. Er zog am 18. November 2005 in den Wiener Landtag und Gemeinderat ein und war in der 18. Gesetzgebungsperiode Mitglied im Ausschuss für Kultur und Wissenschaft sowie Kultursprecher der ÖVP Wien. In dieser Funktion war er im Jahr 2006 in die Regierungsverhandlungen auf Bundesebene eingebunden. Wolf trat bei der Landtags- und Gemeinderatswahl im Jahr 2010 erneut zur Wahl an, doch wegen der starken Verluste der ÖVP erreichte er kein Mandat.
Wolf ist verheiratet und hat zwei Söhne.